# Центробежный стеклоочиститель

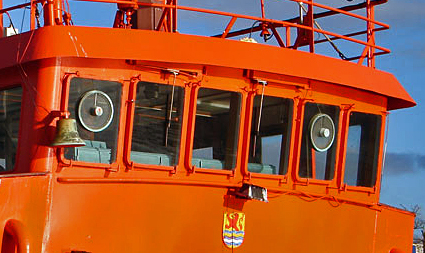
Два центробежных стеклоочистителя на навигационном мостике буксира Leão Dos Mares в Конкарно

На судах, центробежный стеклоочиститель или центробежный судовой стеклоочиститель или штормовое стекло — стеклянный диск, смонтированный в окне, как правило, на капитанском мостике, который вращается с высокой скоростью (~ 1500 об / мин) для разгона дождевых капель, брызг и снега. Центробежный стеклоочиститель, как правило, приводится в действие от электродвигателя в центре диска, и часто оснащён подогревом для предотвращения запотевания или обледенения.

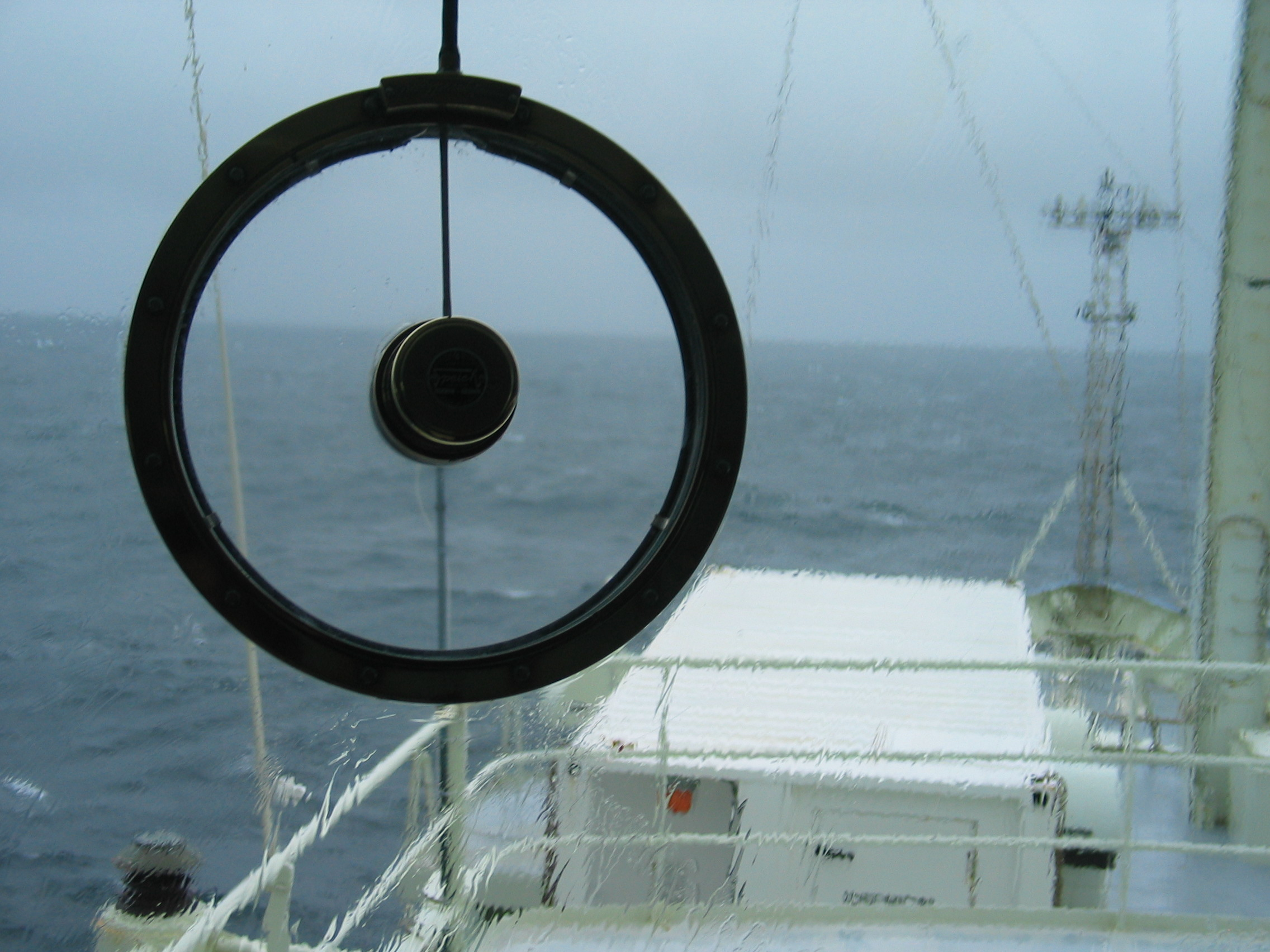
Детальный вид изнутри на центробежный стеклоочиститель на НИС "Кнорр"[англ.].
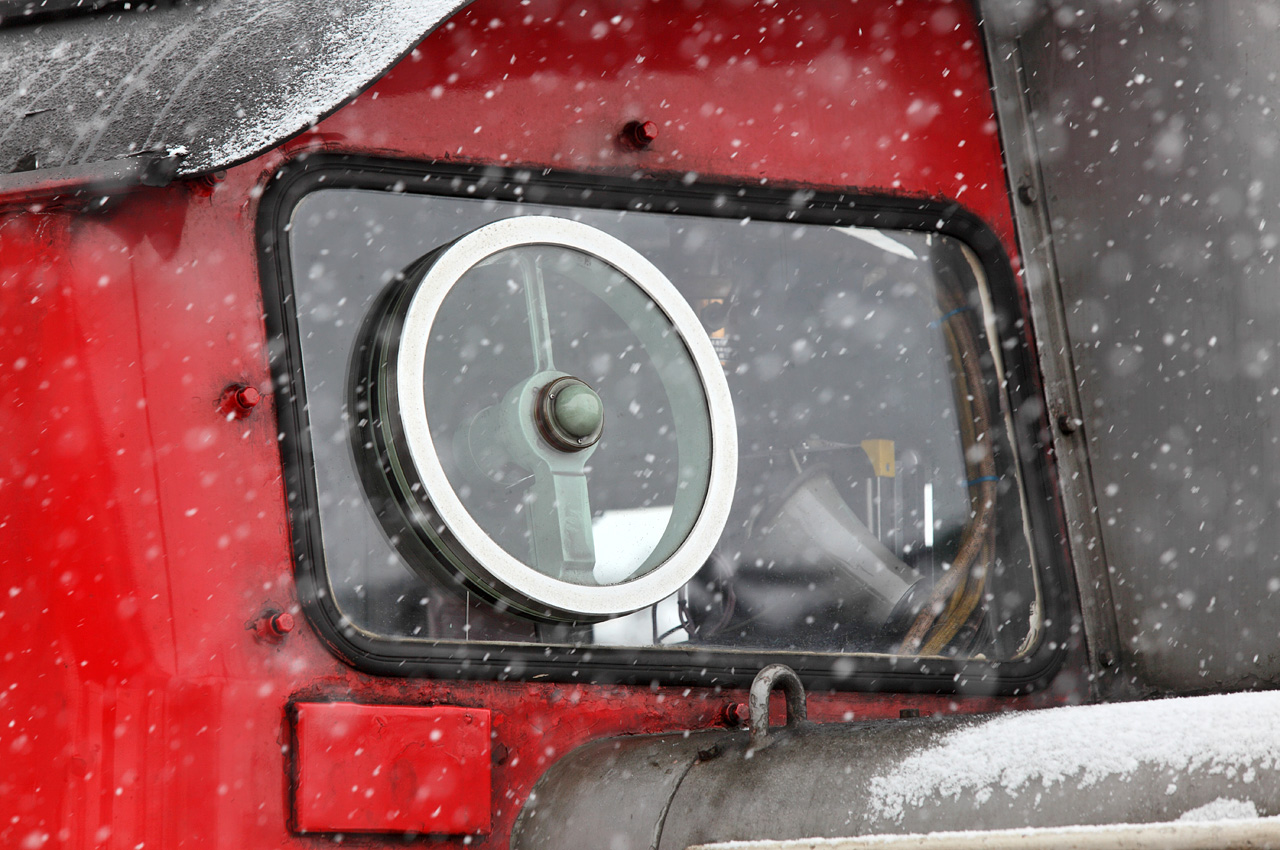
Центробежный стеклоочиститель на тепловозе DD51[англ.] на Хоккайдо, Япония.
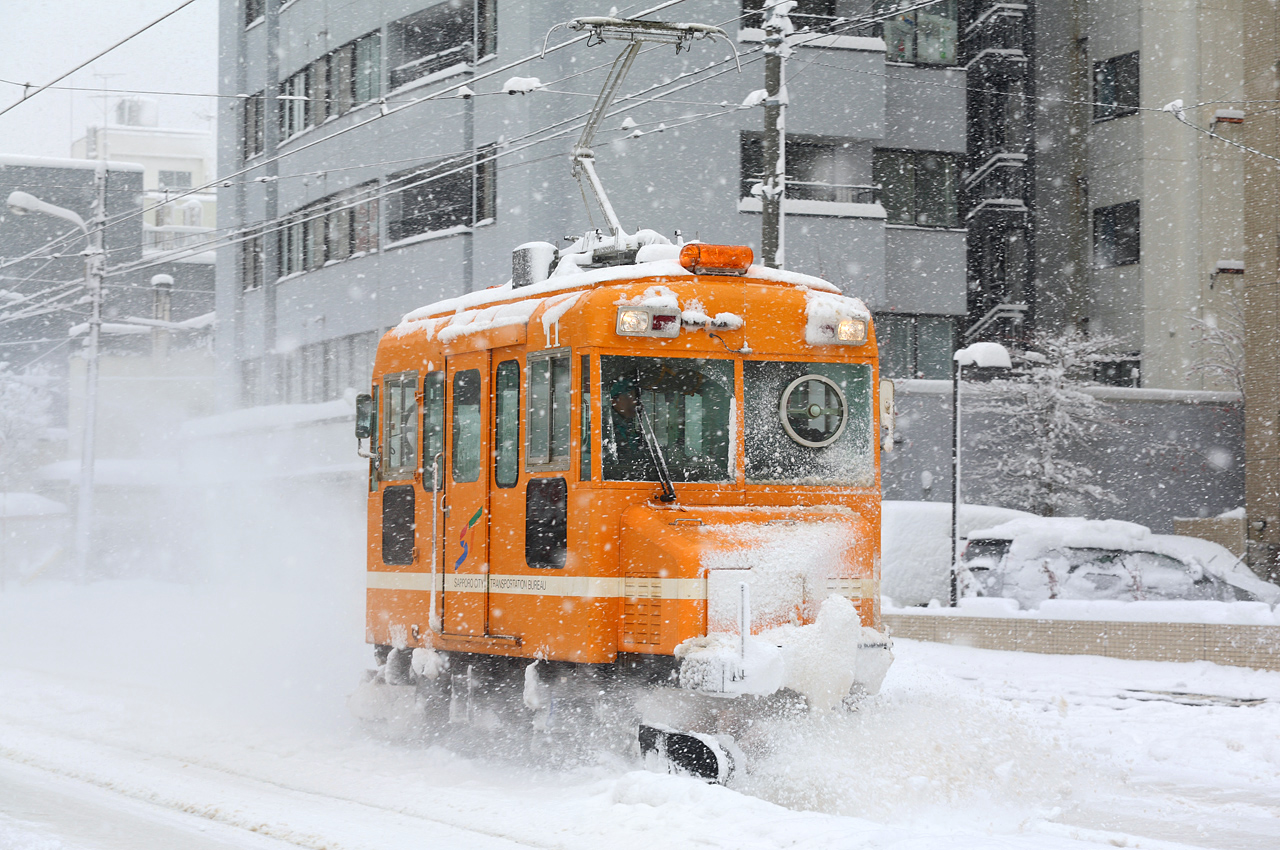
Трамваи Саппоро Sasara оснащены центробежными стеклоочистителеми.